# Энергосеть
Энергосеть — настольная игра, относящаяся к классу еврогеймов, разработанная Фридманном Фризом и впервые изданная в 2004 году. В России издаётся фирмой Hobby World
В игре каждый игрок представляет компанию, которая владеет электростанциями и пытается снабжать города электричеством . В ходе игры игроки будут делать ставки на электростанции и покупать ресурсы для производства электроэнергии, чтобы обеспечить электроэнергией растущее число городов в их расширяющейся сети .

## История
«Энергосеть» была разработана на основе оригинальной игры Funkenschlag, в которой игроки сами рисовали свои сети мелками, а не играли на фиксированной карте. Эта функция (вместе с другими изменениями) была удалена, когда Фридманн Фриз переработал игру . Новая игра также называется Funkenschlag на немецком рынке, но в других странах она продается под разными названиями.

## Игровой процесс

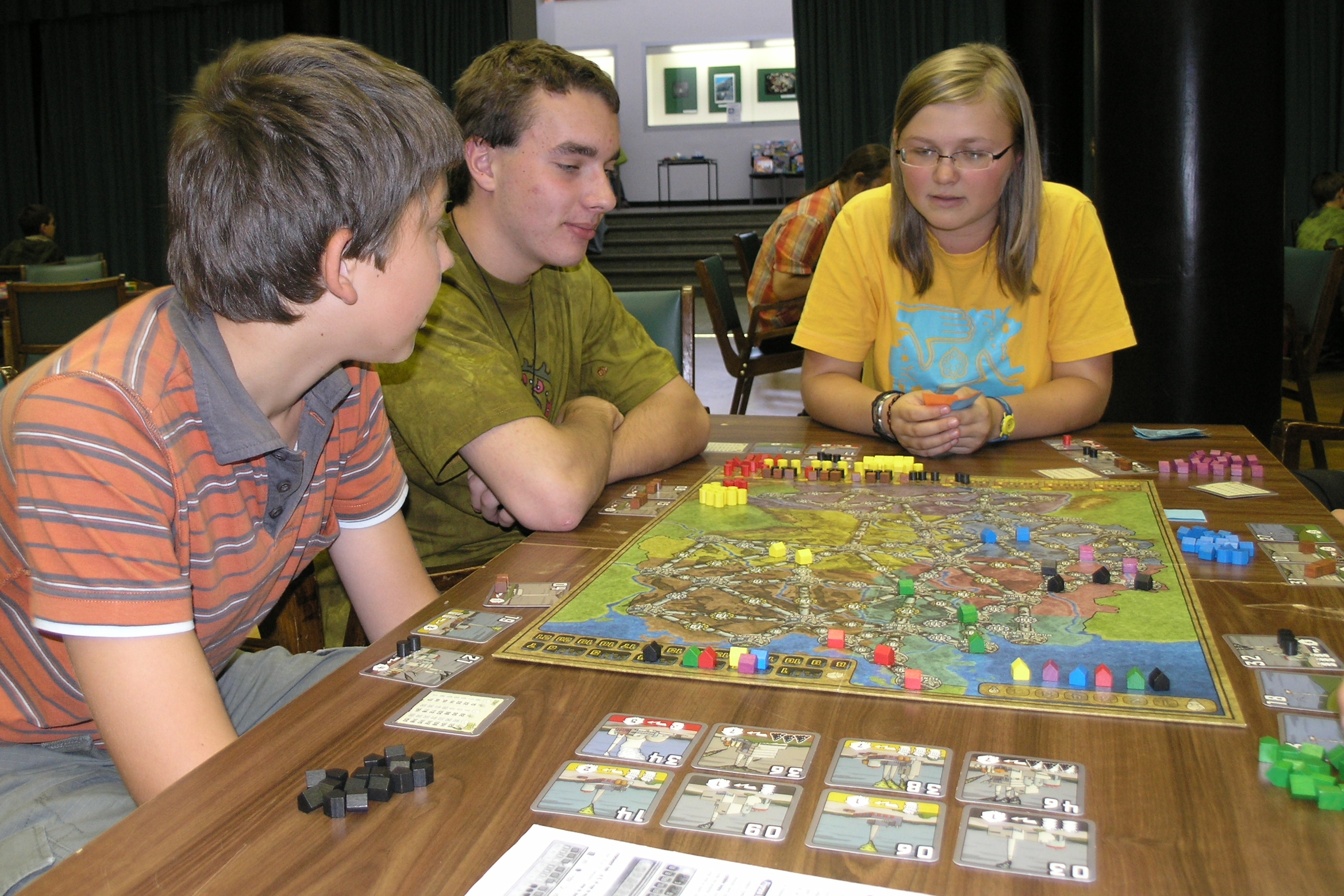
Разложенная партия игры в «Энергосеть»

В комплект игры входит двустороннее игровое поле с картой Соединенных Штатов Америки на одной стороне и Германии на другой. Каждая карта состоит из шести регионов с городами, между которыми есть линии электропередачи разной стоимости прокладки. Количество доступных регионов зависит от количества игроков. Дизайн карты сам по себе является ключевой особенностью стратегии игры, поскольку некоторые области карты обычно имеют более высокую стоимость подключения по сравнению с другими областями карты.
Каждый ход игры состоит из 5 фаз:
1. Определение порядка игроков
2. Покупка электростанций
3. Покупка ресурсов
4. Строительство
5. Бюрократия

Игра заканчивается после того, как один из игроков подключит фиксированное (зависящее от числа игроков) количество городов. Победителем становится игрок, который сможет обеспечить электроэнергией наибольшее количество городов с помощью своей сети в фазе «Бюрократия» последнего хода. В случае ничьи побеждает игрок с наибольшим количеством денег. Если победителя по-прежнему не удаётся определить, то игрок с наибольшим количеством подключенных городов становится победителем.
Фаза 1 — Определение порядка хода
Порядок хода меняется каждый ход в зависимости от количества городов, которые соединил каждый игрок. Игрок с наибольшим количеством городов в сети становится первым, вторым становится игрок со следующим наибольшим количеством подключенных городов и так далее, последним становится игрок с наименьшим числом городов в своей энергосети. Когда у нескольких игроков подключено одинаковое количество городов, их порядок относительно друг друга определяется номером старшей из купленных электростанций. (Исключением является первый ход, когда порядок хода определяется случайным образом в начале игры, а затем переопределяется по обычным правилам после первой покупки электростанций).
Фаза 2 — Покупка электростанций
Игроки выставляют электростанции на торги в порядке, определённом в фазе 1. Игрок может начать торги, выбрав станцию и назначив ставку, или отказаться вовсе от участия в аукционе. В этом случае он теряет возможность делать ставки на любые другие электростанции в этот ход. Первоначальная ставка должна быть равной или превышать номер выставляемой электростанции. После первоначальной ставки игроки в порядке, определённом в фазе 1, повышают ставки, пока все игроки кроме одного не откажутся её повышать. После того, как электростанция куплена, из колоды вытягивается новая, чтобы заменить купленную, а доступные электростанции переставляются в порядке их номеров. Затем игрок с наивысшим приоритетом хода (который все ещё может быть первым игроком) может сделать ставку на доступную станцию. Фаза 2 заканчивается, когда каждый игрок либо купил электростанцию, либо отказался от участия в аукционе. Если ни один из игроков не купил электростанцию, электростанция с наименьшим номером на аукционе удаляется из игры. Большинству электростанций требуется по крайней мере одна единица угля, мазута, вторсырья (см. Отходы в энергию) или урана для производства электроэнергии. Ветрогенераторы и гидроэлектростанции не требуют ресурсов.
Фаза 3 — Покупка ресурсов
Игроки покупают ресурсы для своих электростанций в обратном порядке. Игроки могут покупать только те ресурсы, которые они могут использовать, и каждая станция может хранить в два раза больше ресурсов, чем ей необходимо для работы. Таким образом, электростанция, потребляющая две единицы мазута, может содержать максимум четыре мазута. По мере покупки ресурсов они становятся дороже, и, таким образом, человек, который является последним в порядке очереди (человек с наименьшим количеством подключенных городов), может покупать ресурсы по самой низкой цене для этого хода.
Этап 4 — Строительство
В обратном порядке хода игроки могут подключать города. В первом раунде игрок может подключить любой город, который ещё не занят. Игрок может расширить свою сеть, заплатив стоимость подключения в желаемом слоте города плюс стоимость всех линий электропередачи с этим городом из уже подключенного игроком города. Ни один игрок не может подключать один и тот же город более одного раза. Первый слот стоит 10 «Электро» и является единственным слотом, доступным на этапе 1. На этапе 2 второй слот доступен по цене 15 «Электро», а на этапе 3 последний слот доступен по цене 20 «Электро».
Фаза 5 — Бюрократия
В этой фазе игроки тратят ресурсы на питание своих городов электроэнергией и получают доход (Электро) в зависимости от количества городов, которые они в этот ход запитывают. Ресурсы, доступные для покупки, пополняются в количествах, зависящих от числа игроков в игре, а также от текущего этапа. Наконец, электростанция с наибольшим номером перемещается под низ колоды (это правило изменяется на этапе 3).
Игра делится на 3 этапа. На первом этапе игроки видят 8 электростанций, разложенных в два ряда по четыре в порядке их номеров от самого низкого до самого высокого. Игроки могут выставлять на аукцион электростанции из первого ряда с наименьшими номерами. На первом этапе к городу может быть подключено не более одного игрока.
Второй этап начинается в тот момент, когда любой игрок строит определённое количество городов, определяемое числом игроков. На втором этапе электростанция с самым низким номером из 8 электростанций на аукционе удаляется из игры. Кроме того, становится возможным подключение одного и того же города двумя игроками. Наконец, изменяется число пополняемых ресурсов.
Третий этап начинается, когда соответствующая карта третьего этапа вытягивается из колоды электростанций. Карта «Третий этап» в начале игры кладется под низ колоды электростанций. На этапе 3, снова удаляется электростанция с самым низким номером из числа станций на рынке, и новая станция не вытягивается на замену. Рынок электростанций теперь состоит из 6 станций, каждую из которых можно выставлять на аукционе. Оставшаяся колода электростанций перемешивается.

## Награды
2005 г.
- Журнал игр Games 100 (Конкурс Games 100)[4]
- Spiel des Jahres Рекомендуется[5]

2004 г.
- Номинант на премию International Gamers Awards за лучшую стратегическую игру[6]
- Награда Meeples 'Choice Award Top 3 2004 г.[7]

## Отзывы
- Пирамида[8]